# Saint-Sauveur-Lalande
Saint-Sauveur-Lalande è un comune francese di 132 abitanti situato nel dipartimento della Dordogna nella regione della Nuova Aquitania.

## Società

### Evoluzione demografica
Abitanti censiti